# Fedra (Racine)
Fedra es una tragedia del dramaturgo francés Jean Racine que se publicó en 1677.

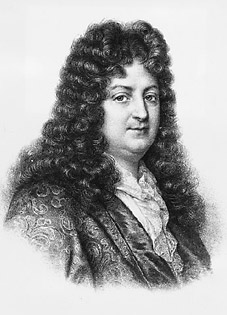
Jean Racine, autor de Fedra.

## Argumento

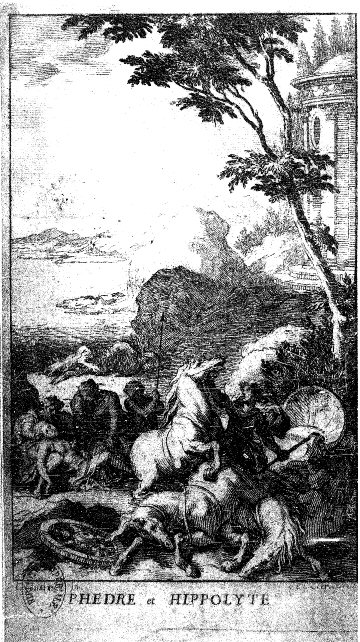
Edición de 1678.

- Acto I. Hipólito, hijo de Teseo y de una amazona, anuncia a su confidente que tiene la intención de dejar la ciudad de Trecena para huir de su amor por Aricia, heredera de un clan enemigo de Teseo. Fedra, segunda esposa de Teseo, confiesa a Enone, su confidente y nodriza, la pasión que experimenta hacia su hijastro Hipólito. Este amor la avergüenza hasta el punto que ha decidido darse muerte. Pero llegan noticias de que Teseo ha muerto en una lejana campaña.

- Acto II. Aricia confía a su criada que está enamorada de Hipólito; llega este y le manifiesta sus sentimientos. Fedra acude a ver a Hipólito y, por presión de Enone, le habla y llega incluso a la confesión de su amor. Hipólito, horrorizado, la rechaza, por lo que Fedra vuelve a sus deseos suicidas.

- Acto III. Noticias recientes informan que Teseo ha aparecido vivo en Epiro y que pronto regresará. Llega a Trecena y se sorprende por la frialdad con la que es recibido: Hipólito rehúye a su madrastra, Fedra está desasosegada por la culpa.

- Acto IV. Enone, que teme que su dueña se suicide, dice a Teseo que Hipólito ha intentado seducir a Fedra. Teseo destierra a Hipólito y pide al dios Neptuno que lo mate. Cuando Fedra, arrepentida, está dispuesta a pedir clemencia por su hijastro y quizás a confesar su falta, el propio Teseo le dice que Hipólito ha alegado en su defensa su amor por Aricia, lo que hace que Fedra, celosa, calle y condene de ese modo a Hipólito.

- Acto V. Hipólito se marcha tras haber prometido a Aricia que se casaría con ella fuera de la ciudad. Teseo tiene dudas acerca de la culpabilidad de su hijo y decide preguntarle a Aricia la verdad pero ella no se la cuenta porque respeta la decisión de Hipólito de callarse por respeto a su padre, solo le dice que esta equivocado. Teseo decide ir a hablar con Enone pero Pánope le cuenta que ésta se suicidó. Entonces Teseo se da cuenta de que se equivocó, pero llega la noticia de la muerte de Hipólito: se ha estrellado contra las rocas huyendo de un monstruo marino. Fedra confiesa todo a Teseo; Enone muere ahogada; Fedra ha ingerido veneno y se desploma en escena. Teseo, para vengar a su hijo, decide adoptar a Aricia...

## Personajes
Los personajes de Racine no son fuerzas abstractas, sino humanos, y muy emotivos.

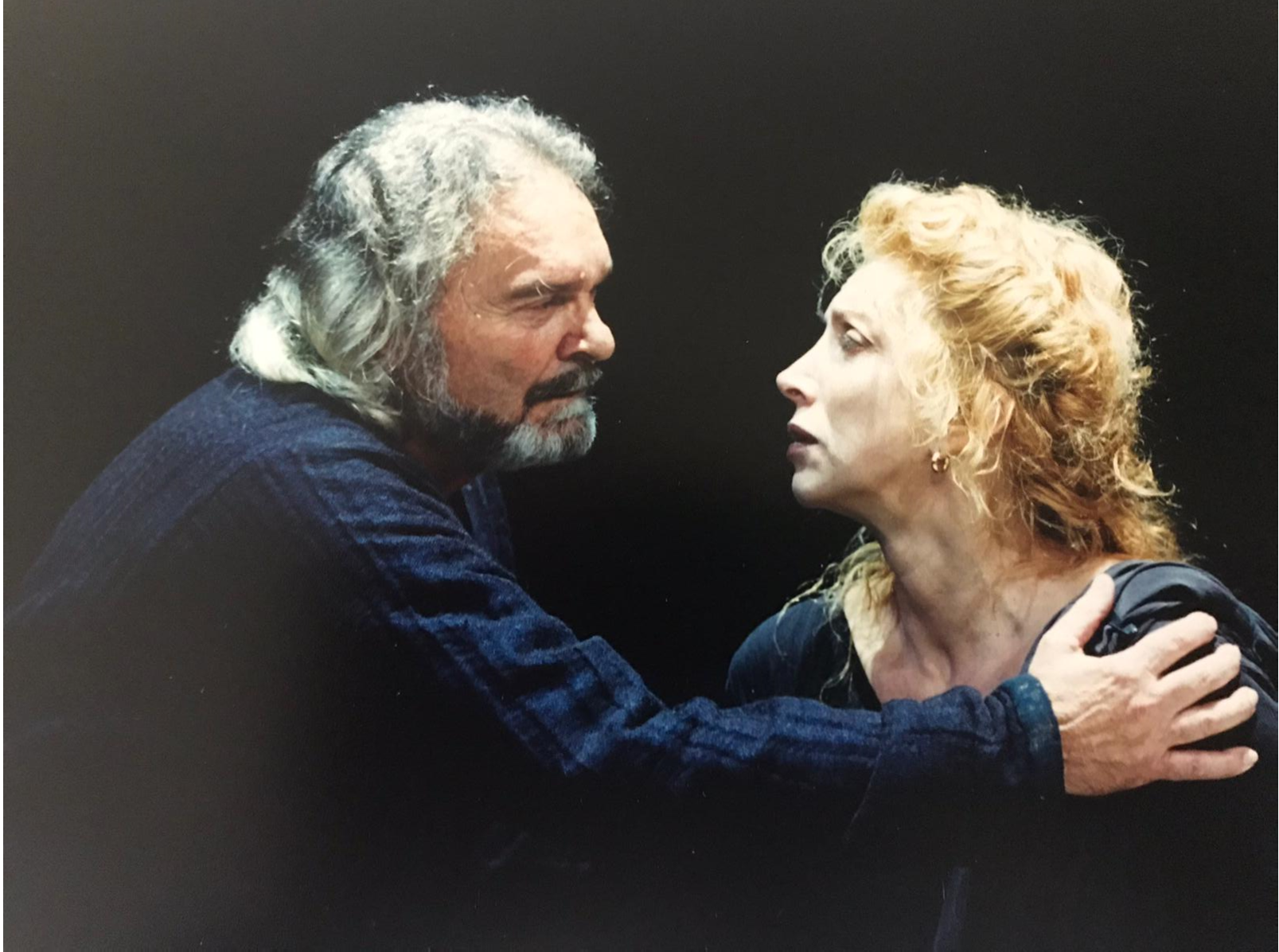
Teseo y Fedra (Carlo Montagna y Mariangela Melato)
en una representación de la obra en el 2000

### Fedra
Este personaje domina toda la obra. Aparece en primer lugar enferma de amor, incapaz de resistir la concupiscencia y los remordimientos. Racine trata de que su personaje despierte en el espectador compasión y respeto, se trata de un personaje desgarrado por la vergüenza. Ella misma se desprecia. 
Celosa de Aricia, la idea misma de la pareja feliz es lo que la horroriza. No puede soportar la idea de esa felicidad en pareja.

### Enone
Racine hace que este personaje adopte el papel de confidente, a la vez que instigadora.

### Hipólito
Es un ser puro, injustamente castigado por rechazar el amor incestuoso de su madrastra. Se comporta heroicamente al no revelar la vergonzosa confesión de Fedra, por amor y respeto filial.

### Teseo
Aparece como un personaje institucional, no tanto como amante sino como esposo y padre.

### Aricia
El único objetivo de este personaje es suscitar los celos de Fedra. Nada puede hacer para cambiar los anteriores acontecimientos.